# Ménil-la-Horgne
Ménil-la-Horgne é uma comuna francesa na região administrativa de Grande Leste, no departamento de Meuse. Estende-se por uma área de 16,56 km². Em 2010 a comuna tinha 171 habitantes (densidade: 10,3 hab./km²).